# Busan Challenger 2007
Il Busan Challenger 2007, noto come Flea Market Cup Busan Challenger Tennis 2007 per motivi di sponsorizzazione, è stato un torneo di tennis facente parte della categoria ATP Challenger Series nell'ambito delle ATP Challenger Series 2007. Il torneo si è giocato a Busan in Corea del Sud dal 29 ottobre al 4 novembre 2007 su campi in cemento.

## Vincitori

### Singolare
Ivo Minář ha battuto in finale  Viktor Troicki con il punteggio di 7–6(2), 6(7)–7, 6–3

### Doppio
Rajeev Ram /  Bobby Reynolds hanno battuto in finale  Rik De Voest /  Pierre-Ludovic Duclos con il punteggio di 6–0, 6–2